# 俣野温子
俣野 温子（またの あつこ、1950年〈昭和25年〉12月20日 - ）は、日本の画家、作家、デザイナー。女性。東京都杉並区在住。
ら・むりーず及びATSUKO MATANOブランドのデザインを手がける。
2000年から、タオル美術館ICHIHIROに約250坪の常設展示を行っている。

## 略歴
- 1979年 雑貨ショップ ぱんどらの箱 オープン[2]
- 1985年 雑貨メーカー（有）ら・むりーず設立
- 1986年 企画会社（株）カボ企画設立
- 1994年4月 ほるぷ出版刊行の『やさしいこころにはひびがはいっている』（ISBN 4-593-59251-8）および『みじかくてながいおはなし』（ISBN 4-593-59250-X）の2冊にて、絵本作家デビューとしている[1]。
- 1999年 リーディングコンサート『俣野温子の世界展』 （高崎シティ・ギャラリー）
- 2000年 タオル美術館ICHIHIROの立ち上げに参加
- 2013年 Maison et Objet出展[3]。

## 著書
- 「わたしの赤ちゃん日記」（1985年、主婦の友社）ISBN 4-07-930970-8
- 「わたしのクッキングブック」（1986年、主婦の友社）ISBN 4079361734
- 「インスピレーション・クッキングの本」（1987年、文化出版局）ISBN 4579202686
- 「インスピレーション・プレゼントの本」（1986年、文化出版局）ISBN 4579202686
- 「わたしのブライダル・メモリー」（1987年、主婦の友社）ISBN 4079329628
- 「タッジーマッジーってなに？」（1988年、文化出版局）ISBN 4-579-20311-9
- 「かずの絵本」（1988年、主婦の友社）ISBN 4079296584
- 「もじの絵本」（1988年、主婦の友社）ISBN 407929641X
- 「わたしのマタニティ・ダイアリー」（1991年、主婦の友社）ISBN 4079367996
- 「わたしのダイアリー」（1991年、主婦の友社）ISBN 4079389531
- 「やさしいこころにはひびがはいっている」（1994年、ほるぷ出版）ISBN 4-593-59251-8
- 「みじかくてながいおはなし」（1994年、ほるぷ出版）ISBN 4-593-59250-X
- 「ぶたのツゥイギー 1ドキドキ」（1994年、ほるぷ出版）ISBN 4-593-59252-6
- 「ぶたのツゥイギー 2ハラハラ」（1994年、ほるぷ出版）ISBN 4-593-59253-4
- 「ぶたのツゥイギー 3ワクワク」（1994年、ほるぷ出版）ISBN 4-593-59254-2
- 「私の赤ちゃん三年日記」（1994年、主婦の友社）ISBN 4072149594
- 「いじわるうさぎの絵本」（1994年、ほるぷ出版）ISBN 4593592569
- 「いじわるうさぎの日記」（1994年、ほるぷ出版 ）ISBN 4593592569
- 「じゃじゃ馬」（1995年、翔泳社）ISBN 978-4-88155-338-1
- 「さんぽ」（1995年、翔泳社）ISBN 4-88135-337-3
- 「むずかしものなんかいらない」（1995年、ほるぷ出版）ISBN 4-593-59257-7
- 「かなしときはかなしいままがいい」（1995年、ほるぷ出版）ISBN 4-593-59258-5
- 「いじわるうさぎの正体」（1996年、ほるぷ出版）ISBN 4-593-59259-3
- 「やきもちやきのねこ」（1996年、ほるぷ出版）ISBN 4593592607
- 「不思議な猫の本」（1996年、主婦の友社）ISBN 4-07-219750-5
- 「猫だけが知っている」（1997年、ほるぷ出版）ISBN 4-593-59261-5
- 「さびしくてたまらないときのために」（1998年、大和書房）ISBN 4-479-76086-5
- 「かなしいときはかなしいままがいい」（1998年、ハルキ文庫）
- 「思い出が真夜中に降ってきたら」（1998年、ハルキ文庫）ISBN 4-89456-458-0
- 「なみだは海につづいている」（2000年、大和書房）ISBN 4-479-67028-9
- 「ねむれない夜のために」（2001年、大和書房）ISBN 4479761144
- 「LOST LOVE」（2002年、佼正出版社）ISBN 4333019605
- 「育児に疲れを感じたら」（2002年、海竜社）ISBN 4-7593-0711-7
- 「きっとなにかが変わるはず」（2002年、廣済堂出版）ISBN 4-331-50899-4
- 「My Baby's Diary」（2003年、海竜社）ISBN 978-4-7593-0785-6
- 「泣きたいほど青い空」（2004年、廣済堂出版）ISBN 4331510654
- 「絵本 すてきなプレゼント」（2004年、文溪堂）ISBN 4894234122
- 「そうぞうしてごらん」（2005年、文溪堂）ISBN 4894234343
- 「MY DOG'S DIARY」（2007年、主婦の友社）ISBN 978-4-07-255409-8
- 「MY CAT'S DIARY」（2007年、主婦の友社）ISBN 978-4-07-255415-9